# Tayfun Pektürk
Tayfun Pektürk (ur. 13 maja 1988 w Wermelskirchen) – niemiecki piłkarz pochodzenia tureckiego występujący na pozycji pomocnika lub napastnika. Zawodnik klubu İstanbul Başakşehir.

## Kariera
Pektürk jako junior grał w zespołach SV Wermelskirchen, Wuppertaler SV Borussia oraz FC Schalke 04, do którego trafił w 2005 roku. W 2007 roku odszedł do drugoligowego TuS Koblenz. W 2. Bundeslidze zadebiutował 23 września 2007 roku w przegranym 1:2 pojedynku z 1. FC Köln. 2 marca 2008 roku w wygranym 2:0 spotkaniu z FC Carl Zeiss Jena strzelił pierwszego gola w 2. Bundeslidze. Graczem TuS Koblenz był przez dwa lata.
W 2009 roku Pektürk przeszedł do Eintrachtu Trewir z Regionalligi West. Spędził tam rok, a potem przeniósł się do drugoligowego SpVgg Greuther Fürth. W 2012 roku awansował z nim do Bundesligi.